# Alexis Sorbas (Film)
Alexis Sorbas (Originaltitel: Zorba the Greek) ist die Verfilmung des gleichnamigen Romans von Nikos Kazantzakis. Der Film, einer der erfolgreichsten der Kinogeschichte, entstand 1964 unter der Regie von Michael Cacoyannis mit Anthony Quinn in der Titelrolle. Am 26. März 1965 kam er in die deutschen Kinos und brach auch hier zahlreiche Kassenrekorde.

## Handlung
Die Zeit der Handlung des Films ist unbestimmt, es könnten die 1920er oder 1930er Jahre sein. Der junge britische Schriftsteller Basil reist nach Kreta, wo er ein aufgelassenes Braunkohlebergwerk seiner Familie wieder in Betrieb nehmen will. Im Hafen von Piräus lernt er den Makedonier Alexis Sorbas kennen, einen ehemaligen Soldaten und Bergmann, den er spontan als Vorarbeiter engagiert. 
In dem abgelegenen Dorf auf Kreta quartieren sich die beiden zunächst in der Pension von Madame Hortense ein, einer alternden Kurtisane, die ihren früheren Beziehungen zu hochrangigen ausländischen Offizieren nachträumt. Sorbas bandelt mit ihr an. Er zeigt für sie eine Mischung aus Mitleid und Verachtung. Beim Besuch eines Kafenions begegnen Sorbas und Basil erstmals der jungen Witwe Surmelina, die von fast allen Männern des Dorfes begehrt wird. Vor allem Pavlos, der Sohn des Dorfschulzen Mavrandonis, ist unglücklich in sie verliebt. Sorbas beschützt sie vor den Übergriffen der Männer. Er versucht, Basil mit der jungen Frau zu verkuppeln, doch dieser wagt es aus Schüchternheit nicht, den ersten Schritt zu tun.
Unterdessen erweist sich das alte Bergwerk als marode und stürzt teilweise ein. Sorbas hat den Einfall, Baumstämme aus dem Klosterwald oberhalb des Bergwerks als Ausbauholz zu verwenden. Er inszeniert ein vermeintliches Wunder, verhandelt mit den Mönchen und plant den Bau einer Seilbahn, um die Stämme zum Bergwerk zu transportieren. Schließlich reist er in die Stadt, um mit Basils letztem Geld das nötige Baumaterial zu besorgen, verjubelt aber fast alles mit der drallen Bardame Lola. Inzwischen versichert Basil der sehnsüchtig wartenden Madame Hortense, dass Sorbas sie nach seiner Rückkehr heiraten werde, was dieser keineswegs vorhat. Zudem wagt er es endlich, Surmelina zu besuchen, und verbringt eine Nacht mit ihr. Der junge Pavlos, zum wiederholten Male zurückgewiesen, begeht Selbstmord, als er davon erfährt.
Am nächsten Morgen kehrt Sorbas aus der Stadt zurück und stimmt den wegen seiner Eskapaden verärgerten Basil wieder versöhnlich. Die Einwohner des Dorfes, die Surmelina die Schuld an Pavlos’ Tod geben, versuchen unterdessen, die Witwe auf dem Vorhof der Kirche zu steinigen. Um sie zu retten, kämpft Sorbas mit einem Anführer des Mobs und besiegt ihn. Schließlich aber schneidet Pavlos’ Vater Mavrandonis Surmelina die Kehle durch. Madame Hortense, die Sorbas, um sie glücklich zu machen, kurz zuvor in einer selbstinszenierten Zeremonie geheiratet hat, stirbt nach kurzer Krankheit ebenfalls. Da sie keine Erben hat und als französische Katholikin im Dorf stets als Fremde galt, wird ihre Pension „Hotel Ritz“ von den Dorfbewohnern geplündert.
Die Seilbahn wird fertiggestellt und zur feierlichen Einweihung erscheinen die Mönche und die Dorfbewohner. Doch bei der Inbetriebnahme, als die ersten drei Baumstämme „im Namen des Vaters, des Sohnes und des Heiligen Geistes“ auf den Weg geschickt werden, bricht das Gerüst der Seilbahn nach der dritten Anrufung wie ein Kartenhaus in sich zusammen. Basil und Sorbas bleiben alleine am Strand zurück. Sie wissen, dass ihre Wege sich nach dem Scheitern des Bergwerkprojekts wieder trennen werden. Basil bittet den Freund, ihm das Tanzen beizubringen. Mit einem Sirtaki und fröhlichem Gelächter über den spektakulären Zusammenbruch all ihrer Pläne endet der Film.

## Charakteristik
Sorbas lebt stets für den Augenblick und verkörpert damit ein ganz anderes Zeitverständnis als Basil. Er verachtet auch dessen Bücherwissen. Basil fehle – so Sorbas – der „Wahnsinn“, der spontane Zugriff, der erst einen Mann ausmache, der „Hände hat“. Der Kontrast zwischen dem zurückhaltenden, oft unentschlossenen, gehemmt wirkenden Basil (oft trägt er eine Brille) und dem mit einer umwerfend expressiven Körpersprache ausgestatteten Sorbas zieht sich durch den gesamten Film. Sorbas, der durch den Tod seines Kindes und die Kriegserlebnisse traumatisiert wurde, drückt das, was er nicht sagen kann, im spontanen Tanz aus, in dem er seine Lebensfreude wiedergewinnt. Er zeigt anders als Basil spontan Empathie für andere Leidende wie Madame Hortense und Witwen wie Surmelina. Katzantzakis lässt seine Hauptfigur sagen: „Ja, mein Lieber, wie tief ist doch die Menschheit gesunken, hol’s der Teufel! Man hat den Körper zum Schweigen gebracht, und nur der Mund redet noch. Aber was kann der Mund sagen?“

## Auszeichnungen
- Alexis Sorbas wurde 1965 für insgesamt sieben Oscars nominiert und erhielt drei davon: für die Beste Nebendarstellerin (Lila Kedrova), Beste Kamera (Walter Lassally) und Bestes Szenenbild (Vassilis Photopoulos). Anthony Quinn war als Bester Hauptdarsteller nominiert, musste sich aber Rex Harrison aus My Fair Lady geschlagen geben.

- Im selben Jahr wurde der Film für den Golden Globe nominiert, und zwar in den Kategorien Bester Film – Drama, Bester Hauptdarsteller – Drama (Anthony Quinn), Beste Regie, Beste Filmmusik und Beste Nebendarstellerin (Lila Kedrova).

- 1966 gab es bei den British Film Academy Awards Nominierungen in den Kategorien Bester Film, Bester ausländischer Darsteller (Anthony Quinn) und Beste ausländische Darstellerin (Lila Kedrova). Zudem war der Film für den United Nations Award nominiert.

## Kritiken
- Heyne-Filmlexikon: „Kongeniale Verfilmung des Romans von Kazantzakis. Die brillanten Schauspieler, die archaische Kulisse, die geradlinige Regie und die Musik ergänzen sich ideal.“

- Lexikon des internationalen Films: „Mit ausgezeichneten Darstellern in kraftvollem Stil inszenierte Verfilmung eines Kazantzakis-Romans, die freilich die Vorlage nicht voll ausschöpft. Auf die Faszination des Hauptdarstellers hin inszeniert, entzieht sich der Film jeder Verbindlichkeit und stellt eine exotisch-fesselnde Welt aus.“[1]

- The New York Times, New York: „Anthony Quinns Alexis Sorbas […] ist Adam im Garten Eden, Odysseus auf dem umtosten Plateau von Troja. Er ist ein Stück Nijinsky und ein guter Teil Tom Jones.“

- Süddeutsche Zeitung, München: „Cacoyannis hat einen stilvollen Film geschaffen, dessen leise Intensität und konzessionslose Strenge beeindrucken.“

## Besonderheiten
- Film und Roman beruhen zum Teil auf tatsächlichen Personen und Ereignissen: In den Jahren 1916 und 1917 hatte Nikos Kazantzakis mit Hilfe seines älteren Freundes Georgios Sorbas den Versuch unternommen, auf der Halbinsel Mani ein Kohlebergwerk zu betreiben. 30 Jahre später entstand der Roman, in dem Kazantzakis den Vornamen des Protagonisten änderte und den Ort der Handlung vom Festland auf seine Heimatinsel Kreta verlegte.[3]
- Zu den Drehorten auf Kreta gehörten das Bergdorf Kókkino Chorió an der Bucht von Souda südöstlich von Chania sowie der Strand des damaligen Fischerdorfs Stavros und das Kloster Agia Triada auf der Halbinsel Akrotiri.
- Der im Film gezeigte griechische Tanz, der Sirtaki, ist eine angepasste Version griechischer Volkstänze, um die komplizierten Schrittfolgen für den Hauptdarsteller Anthony Quinn zu vereinfachen.
- Die Titelmusik „Zorba’s Dance“ (englisch) oder „La danse de Zorba“ (französisch), zugleich die Melodie des Sirtakis am Ende des Films, stammt wie die ganze Filmmusik von Mikis Theodorakis. Sie erreichte in einigen Ländern (Belgien[4], Frankreich[5] und Österreich[6]) die Höchstposition der Charts. In den Niederlanden war das Lied Nummer eins der Jahreshitparade.
- Viele Griechenlandreisende sehen in dem Roman und dem Film eine authentische Darstellung von Lebensart und die Kultur der Griechen. Die Figur des Alexis Sorbas gilt bis heute als „typisch griechisch“ und hat ein weit verbreitetes, romantisiertes Bild „des Griechen“ geprägt.[7]

## Deutsche Fassung
Die deutsche Synchronfassung entstand 1965 bei der  Ultra-Film Synchron GmbH in Berlin.
| Rolle           | Darsteller      | Synchronsprecher  |
| --------------- | --------------- | ----------------- |
| Alexis Sorbas   | Anthony Quinn   | Stanislav Ledinek |
| Basil           | Alan Bates      | Paul Edwin Roth   |
| Madame Hortense | Lila Kedrova    | Tina Eilers       |
| Mavrandonis     | Giorgos Foundas | Wolfgang Lukschy  |